# Ilhéu da Fonte da Areia
O Ilhéu da Fonte da Areia é um ilhéu português a norte da ilha do Porto Santo, na Região Autónoma da Madeira, e do qual dista mais de um quilómetro e meio. O ponto mais alto mede 79 m. É um ilhéu rochoso, com uma área de 3,1 hectares, cobertos por arbustos e flora costeira da Macaronésia, razão pela qual se encontra protegido pelo PDM, pela Rede Natura 2000 e é, ainda, parte integrante do Parque Natural da Madeira.